# Uniwersytet w Évorze
Uniwersytet w Évorze (port. Universidade de Évora) – portugalska uczelnia publiczna w Évorze. Została założona w 1559 roku.